# Soares da Costa
Sociedade Construções Soares da Costa, SA (Euronext: SCOAE) foi um conglomerado português que se dedicava à construção civil e engenharia. Foi fundado em 1918 por José Soares da Costa foi um dos maiores grupos de construção civil portugueses.

## Historia
Em 1918, José Soares da Costa fundou a sua empresa na Rua do Almada, no Porto. Hoje, a Soares da Costa dedica-se à construção, concessões a imobiliária e os serviços de energia. Tem presença em mercados internacionais como Angola, Moçambique e nos Estados Unidos da América, apresentando obra em quatro continentes.
Após o fim da gestão familiar da sociedade, transformou-se em sociedade anónima em 1968 e abriu o capital ao público em 1986, com cotação na então Bolsa de Valores de Lisboa e Porto. 
O Grupo Soares da Costa foi uma das 100 maiores empresas mundiais do sector da construção.
Posicionada entre os 100 maiores grupos mundiais do setor, a empresa manteve presença permanente nos países africanos de expressão lusófona, com destaque para Angola e Moçambique, e na Florida nos Estados Unidos da América.
As actividades do Grupo no estrangeiro representaram 70,5 por cento do volume de negócios em 2012. O processo de internacionalização, iniciado em 1979, com a criação de uma empresa associada na Venezuela, atingiu uma dimensão global, tendo chegado a territórios tão diversos como Iraque, Espanha, Egito, Alemanha, Macau, Barbados ou Roménia.
Em 2013 o grupo Soares da Costa anunciou a conclusão do processo de entrada de António Mosquito Mbakassi, cidadão de nacionalidade angolana, no capital da empresa, tendo assumido a presidência do conselho de administração. Em comunicado a Soares da Costa Construção, empresa até aqui detida na íntegra pelo grupo com o mesmo nome, é anunciado que 66,7% da empresa passa a ser posse da empresa de direito luxemburguês GAM Holding, veículo de aquisição da participação de António Mosquito, sendo os restantes 33,3% detidos pelo grupo Soares da Costa. O conselho de administração do grupo Soares da Costa, SGPS reafirma o seu empenho na reestruturação financeira do grupo Soares da Costa e volta a sublinhar o particular relevo desta operação de capitalização nesse contexto, na medida em que permite mitigar os constrangimentos financeiros a que se encontra exposta a área de negócio da construção. O aumento de capital foi de 20,3 milhões de euros para 90,3 milhões de euros, mediante a entrada em dinheiro no montante de 70 milhões de euros, subscrito e realizado integralmente pela sociedade de direito luxemburguês GAM Holding.
Novembro de 2014, o grupo Soares da Costa e o empresário António Mosquito anunciaram terem concluído o processo que consistia na aquisição de 66,7% da construtora por este último, confirmada em assembleia geral em Setembro.O então presidente do conselho de administração, António Gomes Mota, referiu que a Soares da Costa passa de uma grande empresa de construção em grandes dificuldades financeiras para uma grande empresa que passa a ter uma estrutura de capitais mais forte, uma estrutura de endividamento menos asfixiante, fundo de maneio para desenvolver as actividades e um reforço de posição num mercado particularmente importante como o de Angola.
Em 2016, a Soares da Costa enfrentava sérias dificuldades financeiras, registando perdas acumuladas de 117 milhões de euros no triénio 2013-2015, aliando imparidades e défice de exploração. Em 2015, o prejuízo operacional foi na ordem dos 57 milhões de euros. Em Agosto desse ano, a sociedade entrou com um pedido de Processo Especial de Recuperação (PER).
A lista de credores da construtora inclui 1689 dívidas reconhecidas, totalizando 711 milhões de euros. A banca encontra-se entre os principais credores, em particular a Caixa Geral de Depósitos, com €170 milhões, o BCP, com €110 milhões, o Banco Millennium Atlântico, com €80 milhões, e o Bankinter, com €32 milhões. 1200 trabalhadores da empresa estão também constituídos como credores, reclamando dívidas de 4,6 milhões de euros.
Maio 2017 - O Tribunal de Comércio de Vila Nova de Gaia anunciou esta ter recusado a homologação do Processo Especial de Revitalização (PER) da construtora. A construtora foi notificada da sentença do juiz e tem 15 dias para apresentar uma nova versão que resolva as duas objecções levantadas pelo juiz, acolhendo a contestação de alguns credores. O despacho de 50 páginas nota que o PER sofre de um pecado capital. Trata de forma desigual os credores ao admitir um corte mais favorável para a dívida em kwanzas. A proposta aprovada impõe à banca um perdão de 75% da dívida em euros e 35% em kwanzas. A dívida remanescente é paga em 18 anos. O juiz diz ainda que a dação de activos em pagamento deveria contar com anuência prévia dos bancos envolvidos, alguns dos quais votaram contra o plano. A Soares da Costa pode recorrer da decisão do juiz, desistir da recuperação e seguir para a insolvência ou rever as condições do PER de acordo com os argumentos do juiz.
Outubro de 2017 - António Mosquito Mbakassi, accionista único da sociedade de direito luxemburguês GAM Holding, formalizou a alienação da sua participação nessa sociedade, exonerando-se, deste modo, da sua condição de accionista". Estando já o empresário angolano afastado de qualquer intervenção na vida e gestão correntes da Soares da Costa e participadas onde não exercia qualquer função executiva, renunciou ao cargo de presidente do Conselho de Administração da Soares da Costa. Abandonando assim António Mosquito Mbakassi a Soares da Costa ficou esta entregue ao seu CEO António Joaquim Negrita Fitas, alegadamente sob a direcção do novo investidor referido como presumivelmente sendo o BMA - Banco Millennium Atlântico, sendo ele o financiador da GAM Holding. Financiamento este com acordado resgate no 1º semestre de 2019, conforme relatório e contas da mesma.
Novembro 2017- Soares da Costa apresentou a nova versão do Plano Especial de Revitalização (PER), corrigindo as falhas que o juiz do Tribunal do Comércio de Gaia indicara como lesivas da equidade entre credores, aquando do PER de Agosto 2016. As dívidas vencidas somam 700 milhões de euros, cabendo à Caixa Geral de Depósitos (CGD) a maior fatia - 160 milhões. BCP e Bankinter são outros credores bancários relevantes do lado português, enquanto o Banco Millennium Atlântico (BMA) é o principal credor angolano (74 milhões de euros), beneficiando de garantias sobre activos. O Banco Millennium Atlântico é parceiro e financiador da Soares da Costa neste programa de revitalização. A nova versão do PER acolhe também novidades no financiamento da reestruturação da construtora. Desta vez, o financiamento do Banco Millennium Atlântico será apenas de 15 milhões de euros (45 milhões na proposta anterior) e conta com o encaixe de 20 milhões da venda da operação de Moçambique e mais 1,2 milhões resultantes de activos em Portugal. Na defesa do plano, a administração disse que um cenário de falência seria mais desfavorável para os credores porque a empresa apenas poderia dispor da receita resultante da venda dos seus activos. Se os credores aprovarem este segundo PER, a Soares da Costa ganha um segundo fôlego e uma nova vida que lhe permitirá celebrar, renascida em 2018, o seu centenário.
Fevereiro 2018 - No Tribunal Judicial da Comarca do Porto, Juízo de Comércio de Vila Nova de Gaia - Juiz 2 de Vila Nova de Gaia, no dia 12-02-2018, ao meio dia, foi proferido despacho de homologação relativo ao acordo entre a empresa Sociedade de Construções Soares da Costa e os seus credores (Citius). O plano de revitalização PER contou com a aprovação de 79,5% dos votos a favor, incluindo a Caixa Geral de Depósitos e o Banco Comercial Português. Já os bancos de capitais espanhóis, BPI, Bankinter e Popular e ainda o BIC votaram contra. O plano que tem agora a luz verde do tribunal prevê que a dívida não garantida a instituições de crédito e fornecedores - da ordem dos 607 milhões de euros – conte com um perdão de 50%. Quanto ao Estado e aos trabalhadores - com créditos de 9,5 e 50,2 milhões - mantém a afirmação de pagamento integral.
Julho 2018 - Decorridos mais de 4 meses sobre a homologação do PER, com o seu trânsito em julgado em 14 Junho 2018, está em incumprimento a Soares da Costa com o pagamento da totalidade dos salários em atraso. Está no entanto ainda a decorrer o prazo de 90 dias para os restantes créditos laborais e não laborais. Foi este incumprimento em 13 Julho 2018 objecto de "PERGUNTA" ao Ministério da Economia, por iniciativa do Bloco de Esquerda https://www.parlamento.pt/ActividadeParlamentar/Paginas/DetalhePerguntaRequerimento.aspx?BID=107315
Terminou em 19 Maio 2018 o prazo para o pagamento dos salários em atraso prometidos cumprir aquando da homologação do 2º PER. Segunda-feira 21 Maio reúnem os trabalhadores nos Estaleiros de S. Felix da Marinha para perguntar porque não foi cumprido o judicialmente prometido. Até à data o mesmo não transitou em julgado o que impede que se clarifique se existe  meios e vontade de pagamento,  nomeadamente dos salários em atraso. Entretanto a empresa vai laborando com reduzidos funcionários que com discriminação de todos os restantes, mais de 900.
Novembro 2018 e o incumprimento do PER era uma realidade indesmentível. A administração da empresa insiste que a insolvência não está nos seus horizontes de decisão, apontando o dedo ao Governo de Angola e seu presidente João Lourenço. António Joaquim Negrita Fitas, único administrador e auto nomeado dono da Soares da Costa, justificou tal indicação em reunião  de tentativa de conciliação no Ministério do Trabalho - DGERT- que " o incumprimento se deve à impossibilidade da transferência de dinheiro de Luanda, apesar da diligências realizadas em Luanda junto da Casa Civil da Presidência" e nesse âmbito, Joaquim Fitas acentuou “a importância da visita do Presidente João Lourenço” a Lisboa, permitindo à diplomacia portuguesa interceder junto do poder político angolano para autorizar a transferência dos 15 milhões.". Entretanto recebe a Soares da Costa verbas acordadas com a  Câmara Municipal do Porto, pela mão de Rui Moreira, e distribui alegadamente de forma discriminatória tal verba pelos empregados próximos da sua gestão. Gestão de Joaquim Fitas, apoiada alegadamente pela Comissão de Trabalhadores, que vê ser questionada pelo Bloco de Esquerda ao afirmarem à comunicação social que << "Estranhamos muito que haja uma comissão de acompanhamento do PER que assista passivamente a processos destes e ao desrespeito dos compromissos que foram acordados no âmbito do PER", afirmou o deputado bloquista José Soeiro em declarações à agência Lusa no final de um encontro com trabalhadores da construtora, no Porto.O BE quer ainda ouvir na Comissão Parlamentar de Trabalho e Segurança Social a Autoridade para as Condições do Trabalho, a Direcção-Geral do Emprego e das Relações de Trabalho (DGERT) e o ministro do Trabalho e da Segurança Social, que "é quem tutela o conjunto das entidades a quem compete acompanhar este processo". De acordo com José Soeiro, o requerimento solicitando estas audições vai ser discutido na reunião de quarta-feira da Comissão Parlamentar de Trabalho e Segurança Social, tendo como pano de fundo "o desrespeito" pela Soares da Costa dos compromissos assumidos no PER em curso, "nomeadamente em termos do pagamento dos salários" em atraso aos trabalhadores.>>.
Depois de anos de crise, convulsões internas e intrigas familiares, no ano do seu centenário tinha acumulado uma dívida de 711 milhões de euros a quase 1700 credores — a maior parte dos quais, antigos trabalhadores.
Em 2018, conseguiu um perdão de 50% da dívida, no âmbito de um Processo Especial de Revitalização — que não foi cumprido. “Desapareceu” de Portugal, onde deixou de ter qualquer atividade desde 2018.
Em Julho de 2023 deixou de existir: a assembleia de credores da construtora aprovou a liquidação dos ativos da empresa.
Das obras mais emblemáticas conta-se o Aeroporto Internacional de Macau e o Sistema de Metro Ligeiro da Área Metropolitana do Porto.